# Microfluidica su carta
Per microfluidica su carta (paper-based microfluidics) si intende lo sviluppo di dispositivi a microfluidi su carta cominciato agli inizi del Terzo millennio per venire incontro alla necessità di sistemi di diagnosi clinica portatili, economici e semplici da utilizzare. Tali dispositivi in genere consistono in una serie di fibre di cellulosa idrofile o di nitrocellulosa che guidano il liquido da un'entrata ad un'apposita uscita tramite imbibizione.

## Struttura del dispositivo
Generalmente un dispositivo su carta di questo tipo è costituito dalle seguenti regioni:
- Entrata (inlet): un substrato (tipicamente cellulosa) dove i liquidi vengono depositati.
- Canali (channels): reti idrofile di dimensioni sub-millimetriche che guidano il liquido attraverso il dispositivo.
- Barriere (barriers): regioni idrofobiche che impediscono al liquido di fuoriuscire dal canale.
- Uscite (outlets): punti dove una reazione (bio)chimica ha luogo.

## Flusso attraverso il dispositivo
La carta è un mezzo poroso in cui il fluido viene trasportato principalmente tramite traspirazione (wicking) ed evaporazione. Il flusso capillare durante l'umidificazione si può approssimare tramite l'equazione di Washburn, derivata dalla legge di Jurin e dall'equazione di Hagen-Poiseuille. La velocità media del fluido viene generalizzata come segue:{\displaystyle v={\frac {\gamma \cos \theta }{4\eta }}{\frac {1}{L}}}dove {\displaystyle \gamma } è la tensione superficiale, {\displaystyle \theta } l'angolo di contatto, {\displaystyle \eta } la viscosità e {\displaystyle L} è la distanza percorsa dal liquido. Modelli più approfonditi tengono conto del raggio dei pori, della tortuosità della carta e della sua deformazione nel tempo.
Una volta che il mezzo è completamente bagnato, il flusso diventa laminare e segue la legge di Darcy. La velocità media del flusso di liquido è generalizzata come:{\displaystyle v=-{\frac {K}{\eta }}\triangledown P}dove {\displaystyle K} è la permeabilità del mezzo e {\displaystyle \triangledown P} è il gradiente di pressione. Una conseguenza del flusso laminare è che il mescolamento è difficile ed è basato solamente sulla diffusione, che è più lenta nei sistemi porosi.

## Tecniche di manifattura
I dispositivi a microfluido si possono preparare usando varie tecniche. Ogni tecnicha punta a creare barriere fisiche ed idrofobiche su una carta idrofila che trasporta passivamente soluzioni acquose. I reagenti chimici e biologici devono essere depositati selettivamente lungo il dispositivo immergendo il substrato in una soluzione del reagente o depositando un reagente sopra il substrato.

### Wax printing
La stampa a cera o "wax printing" usa una semplice stampante per modellare la cera sulla carta a piacimento. La cera viene poi sciolta sopra una piastra riscaldante al fine di creare i canali. Questa tecnica è veloce e a basso costo, ma ha una risoluzione relativamente bassa a causa della non isotropia della cera sciolta.

### Inkjet printing
La stampa a getto di inchiostro o "inkjet printing" richiede una carta rivestita da un polimero idrofobico. Si piazza poi un inchiostro che incide il polimero rivelando la carta sottostante. Questo metodo è economico e ad alta risoluzione, ma è limitato dalla velocità di deposizione delle gocce di inchiostro (in genere una goccia per volta).

### Fotolitografia
Le tecniche fotolitografiche sono simili alla stampa a getto di inchiostro e usano una fotomaschera (photomask) per incidere selettivamente un polimero di fotoresist. Questa tecnica garantisce alta risoluzione e velocità, tuttavia l'apparecchiatura richiesta così come i materiali non la rendono molto economica.

## Applicazioni

### Panoramica
Il vantaggio principale di dispisitivi a microfluido su carta rispetto a quelli tradizionali è il loro uso direttamente sul campo piuttosto che in laboratorio.  La carta da flltro è molto vantaggiosa a questo proposito perché è capace di rimuovere i contaminanti dal campione e prevenire che si diffondano nel microcanale. Questo significa che le particelle non inibiscono l'accuratezza delle analisi su carta quando questi dispositivi sono usati all'aperto. Questi dispositivi sono inoltre molto piccoli (dell'ordine dei centimetri) rispetto ad altre piattaforme come quelli a goccia di liquido. Per via della loro piccola taglia e lunga durabilità, i dispositivi qui descritti sono portatili e convenienti.